# Ван Дервир, Тара
Тара ван Дервир (англ. Tara VanDerveer; род. 26 июня 1953, Мелроз, Массачусетс) — американская баскетболистка и баскетбольный тренер. Рекордсменка NCAA среди тренеров по количеству выигранных матчей (1216), трёхкратная чемпионка NCAA (1990, 1992, 2021), многократная обладательница званий тренера года; как главный тренер сборной США — олимпийская чеммпионка 1996 года, бронзовый призёр чемпионата мира 1994 года. Член Зала славы баскетбола (2011) и Зала славы ФИБА (2020).

## Биография
Родилась в 1953 году в Бостоне, выросла на севере штата Нью-Йорк. Высшее образование начинала в Университете штата Нью-Йорк в Олбани, где играла в составе вузовской сборной. На втором году учёбы перевелась в Индианский университет в Блумингтоне, в команде которого три года выходила на площадку в стартовом составе на позиции защитника и в 1973 году дошла до Финала четырёх Ассоциации межвузовского спорта для женщин (AIAW). По ходу учёбы в Индиане приглашалась на тренировочные сборные сборной США, но в основной состав не попала.
Окончила Индианский университет со степенью бакалавра и специализацией в социологии. Высшее образование продолжила в Университете штата Огайо, где в 1978 году получила вторую степень по спортивной администрации. Во время учёбы в Университете штата Огайо тренировала его сборную перво- и второкурсниц. С 1978 по 1989 год — главный тренер сборной Айдахского университета, с 1980 по 1985 год — снова в Университете штата Огайо, уже как главный тренер вузовской команды. В два последних года с командой Университета штата Огайо завоёвывала звание тренера года конференции Big Ten.
В 1985 году возглавила команду Стэнфордского университета, с которой оставалась до 2024 года. С 1988 по 1990 год трижды подряд признавалась тренером года в США, в 1990 и 1992 годах привела «Стэнфорд Кардинал» к званию чемпионок NCAA. Эти успехи привели к тому, что ван Дервир начали приглашать тренировать национальную сборную США, чем она занималась летом между чемпионатами NCAA. В 1981 году выиграла со сборной США баскетбольный турнир Универсиады, в 1984 году — Игры доброй воли, в том же году завоевала с национальной командой бронзовые медали чемпионата мира 1994 года после поражения в полуфинале со счётом 107:110 от сборной Бразилии. В преддверии Олимпийских игр 1996 года, проходивших в Атланте, взяла годичный отпуск в университете, чтобы сосредоточиться на работе с национальной сборной. За 1995—1996 годы американская команда, в которой играли две воспитанницы ван Дервир из Стэнфорда (Дженнифер Эйзи и Кэти Стединг), выиграла 52 товарищеских матча подряд. На самой Олимпиаде американки установили новый рекорд сборной по разрыву в очках в одном матче (107:47 против сборной Заира), а в финале победили со счётом 117:87 бразильянок, до этой игры тоже шедших в турнире без поражений.
После возвращения ван Дервир в команду Стэнфорда «Кардинал» продолжали оставаться одной из ведущих команд NCAA (6 поражений в полуфиналах и выход в финал в сезоне 2007/2008), хотя долго не могли повторить чемпионский успех. Сама ван Дервир в 2002 году была включена в списки Международного зала славы женского спорта, а в 2011 году в очередной раз была признана тренером года в США и стала членом Зала славы баскетбола. В 2020 году её имя включили также в списки Зала славы ФИБА. В следующем сезоне команда ван Дервир одержала 31 победу при 2 поражениях и в третий раз за её тренерскую карьеру выиграла чемпионат NCAA.
Воспитанницы ван Дервир дважды завоёвывали приз Нейсмита лучшему игроку года среди студентов (Эйзи в 1990 и Кейт Старбёрд в 1996 году) и дважды становились обладательницами приза Маргарет Уэйд лучшему игроку I дивизиона (Эйзи в 1990 и Кэндис Уиггинс в 2008 году). Она одержала свою тысячную победу в NCAA как тренер в феврале 2017 года, в декабре 2020 года сменила на позиции женского вузовского тренера с наибольшим количеством побед Пэт Саммитт (1098), а в январе 2024 года, одержав 1203-ю победу, возглавила список самых победоносных вузовских тренеров как женских, так и мужских команд, обогнав Майка Кшижевски. В апреле того же года, одержав к этому времени 1216 побед, объявила о завершении тренерской карьеры.